# Adoració dels Mags (Botticelli)
L'Adoració dels Mags (en italià, Adorazione dei Magi) és un quadre pintat al tremp sobre una taula que mesura 111 cm. d'alt i 134 cm d'ample, realitzat en l'any 1475 pel pintor italià Sandro Botticelli. Es conserva en la Galeria dels Uffizi de Florència. És una pintura del Quattrocento.
Va ser un encàrrec per a la capella funerària de Guasparre di Zanobi del Lama, la Capella Lami, situada en la paret de l'entrada de l'església de Santa Maria Novella. Per la seua comitent i el propòsit original la pintura és coneguda també com a "altar Zanobi". Posteriorment va passar a formar part de les col·leccions medicees.